# Władysław Ślebodziński
Władysław Ślebodziński (Pysznica, 6 de fevereiro de 1884 — Wrocław, 3 de janeiro de 1972) foi um matemático polonês.
Seu campo de interesse foi geometria diferencial e derivada de Lie. Foi membro da Escola de Matemática da Cracóvia.
Ślebodziński estudou matemática na Universidade Jaguelônica em Cracóvia, e trabalhou desde 1919 na Universidade Tecnológica de Posen, onde obteve o doutorado e a habilitação. Durante a Segunda Guerra Mundial lecionou na Universidade Subterrânea, sendo então preso pelas tropas alemãs, enviado para o Campo de Concentração de Auschwitz, depois para Groß-Rosen e Mittelbau-Dora. Em 1945 foi professor da Universidade de Breslau, em 1951 da TU Posen.